# Regering-González II
De regering-González II bestond uit ministers benoemd door de Spaanse premier Felipe Gonzalez in zijn ministerraad tijdens zijn tweede ambtstermijn, die viel tijdens de derde Spaanse legislatuur. Deze legislatuur duurde van 15 juli 1986 tot en met 20 november 1989.

## Samenstelling
| Ministerspost                                     | Minister                                                                                 |
| ------------------------------------------------- | ---------------------------------------------------------------------------------------- |
| Premier                                           | Felipe González                                                                          |
| Vicepremier                                       | - Alfonso Guerra González                                                                |
| Woordvoerder van de regering                      | - Rosa Conde Gutiérrez del Álamo                                                         |
| Minister van Buitenlandse Zaken                   | - Francisco Fernández Ordóñez                                                            |
| Minister van Justitie                             | - (1986-1988) Fernando Ledesma Bartret - (1988-1989) Enrique Múgica Herzog               |
| Minister van Defensie                             | - Narcís Serra i Serra                                                                   |
| Minister van Economie en Financiën                | - Carlos Solchaga Catalán                                                                |
| Minister van Binnenlandse Zaken                   | - (1986-1988) José Barrionuevo Peña - (1988-1989) José Luis Corcuera Cuesta              |
| Minister van Publieke Werken en Urbanisme         | - Javier Luis Sáenz de Cosculluela                                                       |
| Minister van Transport, Toerisme en Communicatie  | - (1986-1988) Abel Ramón Caballero Álvarez - (1988-1989) José Barrionuevo Peña           |
| Minister van Onderwijs en Wetenschap              | - (1986-1988) José María Maravall Herrero - (1988-1989) Javier Solana                    |
| Minister van Werkgelegenheid en Sociale Zekerheid | - Manuel Chaves González                                                                 |
| Minister van Sociale Zaken                        | - Matilde Fernández Sanz                                                                 |
| Minister van Industrie en Energie                 | - (1986-1988) Luis Carlos Croissier Batista - (1988-1989) José Claudio Aranzadi Martínez |
| Minister van Landbouw, Visserij en Voeding        | - Carlos Romero Herrera                                                                  |
| Minister van Relaties met de Cortes Generales     | - Virgilio Zapatero Gómez                                                                |
| Minister van Openbaar Bestuur                     | - Joaquín Almunia                                                                        |
| Minister van Cultuur                              | - (1986-1988) Javier Solana - (1988-1989) Jorge Semprún                                  |
| Minister van Volksgezondheid en Consumptie        | - Julián García Vargas                                                                   |